# مقاطعة سربل ذهاب
مقاطعة سربل ذهاب (بالفارسية: شهرستان سرپل ذهاب) هي إحدى مقاطعات محافظة كرمانشاه في إيران. كان عدد سكان المقاطعة سنة 2006 حوالي 81,428 نسمة.